# Supercoppa del Belgio 2003
La Supercoppa del Belgio 2003 (in francese Supercoupe de Belgique, in fiammingo Belgische Supercup) è stata la 24ª edizione della Supercoppa del Belgio di calcio.
La partita fu disputata dal Club Bruges, vincitore del campionato, e dal La Louvière, vincitore della coppa.
L'incontro si giocò il 2 agosto 2003 al Stadio Jan Breydel di Bruges e vide la vittoria, dopo i tiri di rigore, del Club Bruges, al suo undicesimo titolo.

## Tabellino
| Arbitro: | Serge Gumienny |

|                                      |                      |                                         |
| Čeh 58’                              | Marcatori            | 7’ Vervalle                             |
| Simons Čeh Sæternes Mendoza Cornelis | Tiri di rigore 5 – 4 | Siquet Cooreman Tilmant Ishiaku Mamouni |